# Waghoba
Waghoba est une divinité représentée par un grand félin, le plus souvent une tigresse. La croyance en Waghoba est partagée par de nombreuses tribus du centre et de l'Ouest de l'Inde. Waghoba est une divinité protectrice associée à la forêt.
La croyance en Waghoba a suscité de l'intérêt dans la communauté scientifique car elle est une croyance positive envers les grands prédateurs et favorise la cohabitation avec les communautés locales.

## Historique
Les premiers mausolées à Waghoba sont signalés dans la littérature scientifique en 2007. Les statues de pierre le représentant sont évaluées âgées de plus de sept cents ans. 

## Culte
La croyance en Waghoba existe dans de larges régions du centre et de l'Ouest de l'Inde, en particulier parmi les communautés indigènes tel que les Gond, Warli et Koli,.
Selon une étude réalisée dans le Goa et dans le Maharashtra, Waghoba est une divinité protectrice qui prend soin de la communauté.
Dans le Goa, c'est essentiellement la tribu Velip qui croit en Waghoba. L'adoration de Waghoba est faite deux fois par an. Les rituels, auxquels tout le village participe, commencent au début des horaires d'activité des félins (huit heures de l'après-midi) et durent une heure. Les statues représentant la divinité sont enduites d'huile. Durant le rituel, le tigre ou le léopard se font souvent entendre, et selon les prêtres, les villageois sont raccompagnés chez eux par la divinité car ils entendent les félins rugir lorsqu'ils rentrent du temple vers leur maison. 
Dans le Maharashtra, Waghoba inspire autant le respect que la peur. Waghoba est une divinité à la fois violente et bénéfique, avec un fort sens de la moralité. La forêt est considérée comme le royaume de Wagh (un tigre ou un léopard). Waghoba délimite le paysage entre le territoire librement exploitable par le village et celui dédié à la nature sauvage. Le culte est célébré par des offrandes sacrificielles pour que les grands félins n'attaquent pas l'être humain dans la forêt et également pour qu'il n'entre pas dans les villages. Les prêtres signalent que les félins s'approchent des temples comme le montrent les empreintes sur le sol. L'adoration est pratiquée en mi-avril et en octobre. Les offrandes sont constituées de poulet ou de chèvre.
Dans le Maharashtra, l'équivalent féminin de Waghoba est Waghjaimata. C'est une divinité beaucoup plus restreinte spatialement, avec une morale différente.